# أحمد بن عبد اللطيف اليحيى
 أحمد بن عبد اللطيف بن أحمد اليحيى الحنبلي  (8 إبريل 1925 - 3 يناير 1990). ولد في ليلة 13 رمضان عام 1343 هـ، في مدينة المبرز بـالأحساء ، إحدى مدن المملكة العربية السعودية، جده هو أحمد آل يحيى  من آل زهري بن جراح الثوري السبيعي ، وهم أبناء عمومة حكام عنيزة الحاليين آل سليم فجميعهم من جد واحد وهو زهري ، وهو من أخذ عنيزة من آل جناح من بني خالد في سنة 630هـ تقريباً ومازالت إمارة عنيزة في نسله إلى اليوم .

## نشأته
نشأ في بيئة علم وأدب ، وقد عاصر فضيلة العلامة الشيخ محمد بن عبد الله العبد القادر رحمه الله ودرس على يديه علوم الشريعة الإسلامية ، كما عاصر فضيلة العلامة الشيخ عبد الله بن محمد بن عبد العزيز العكلي ، حيث استفاد منه في علم الحديث كما أنه حفظ القرآن الكريم كاملاً ودرس العقيدة والتفسير وتخصص في دراسة علم الفرائض . كما عاصر فضيلة الشيخ صالح بن محمد السعد واستفاد منه في علم النحو.

## الحياة العلمية
تنازل شيخه الشيخ صالح السعد لتلميذه أحمد اليحيى ليحل محله في وظيفة التدريس في المدرسة المسماة " مدرسة بن سعد " الكائنة بفريق العيوني في مدينة المبرز بالأحساء ، كما قام  بإلقاء الدروس والأحاديث الوعظية في " مسجد حطاب " خلفاً لشيخه الشيخ صالح السعد . كما قام بالتدريس في عدة مدارس كتابية في ذلك الوقت ، كما كان إماماً راتباً في المسجد المسمى " الهرفيل " الكائن بـ " محلة السياسب " بالمبرز وبالقرب من قصر صاهود ، وتقلد منصب القضاء حيث عين أول قاض ٍ في رأس مشعاب سنة 1369 هـ وقد زاول القضاء قرابة أربعون عاماً.

## مؤلفاته
ألف الشيخ أحمد في حياته كتابين هما :
- كتاب بغية القاضي في أحكام القضاء وإيمان الدعاوي
- كتاب منظومة مختصر الرحبية في أحكام الميراث

## تنقلاته في القضاء
تنقل وهو قاض في مناطق المنطقة الشرقية من المملكة العربية السعودية ، حيث كان أهمها مدينة الخبر حيث كان رئيساً لمحكمتها آن ذاك ، ثم انتقل إلى رأس مشعاب حوالي ثمان سنوات ، كما استقر في السفانية حوالي تسع شهور ، كما استقر في محافظة النعيرية حوالي سنتين ونصف ، كما عمل رئيساً لمحكمة محافظة بقيق حوالي تسع سنوات ، كما استقر في صفوى حوالي ست سنوات وأخيراً عمل في محكمة القطيف كارئيساً لها حتى تقاعده رحمه الله .

## أسرته وزوجاته
تزوج بزوجتين هن :
- وضحى بنت سعد بن محمد آل رشود من مدينة المبرز وهي من قبيلة سبيع
- شيخة بنت عثمان بن عبد العزيز الفريان وهي من قبيلة بني هاجر

وله من الأبناء اثنان هما :
- عبد اللطيف وقد تخرج من جامعة الملك سعود بالرياض ويعمل في السلك التعليمي
- إبراهيم وقد تخرج من جامعة الملك سعود بالرياض ويعمل مديراً في شركة حديد سابك

كما أن للشيخ أحمد عدد من البنات الفاضلات .
أحفاده:
للشيخ ثلاثة وأربعون حفيداً من أبنائه وبناته

## عقيدته
اعتقاد السلف الصالح من أهل السنة والجماعة  في أصول الدين جملةً وتفصيلاً.

## وفاته
اصيب الشيخ بجلطة دماغية بعد تقاعدة مباشرة من سلك القضاء لم تمهله طويلاً حيث توفي في عام 1410 هـ عن عمر يناهز 67 سنة في شهر ذي القعدة ، وصلى عليه جموع غفيرة من المشائخ والقاضاة توافدوا من جميع مناطق المملكة ودفن في مدينة الدمام .